# الناعورية
الناعورية أو (نقحرة: أنيورا) (بالإسبانية: Añora)‏ هي مدينة توجد مقاطعة قرطبة بالأندلس بإسبانيا. يبلغ عدد سكانها 1532 نسمة وفقاً لإحصائية سنة (2007).